# Potsdamkonferensen

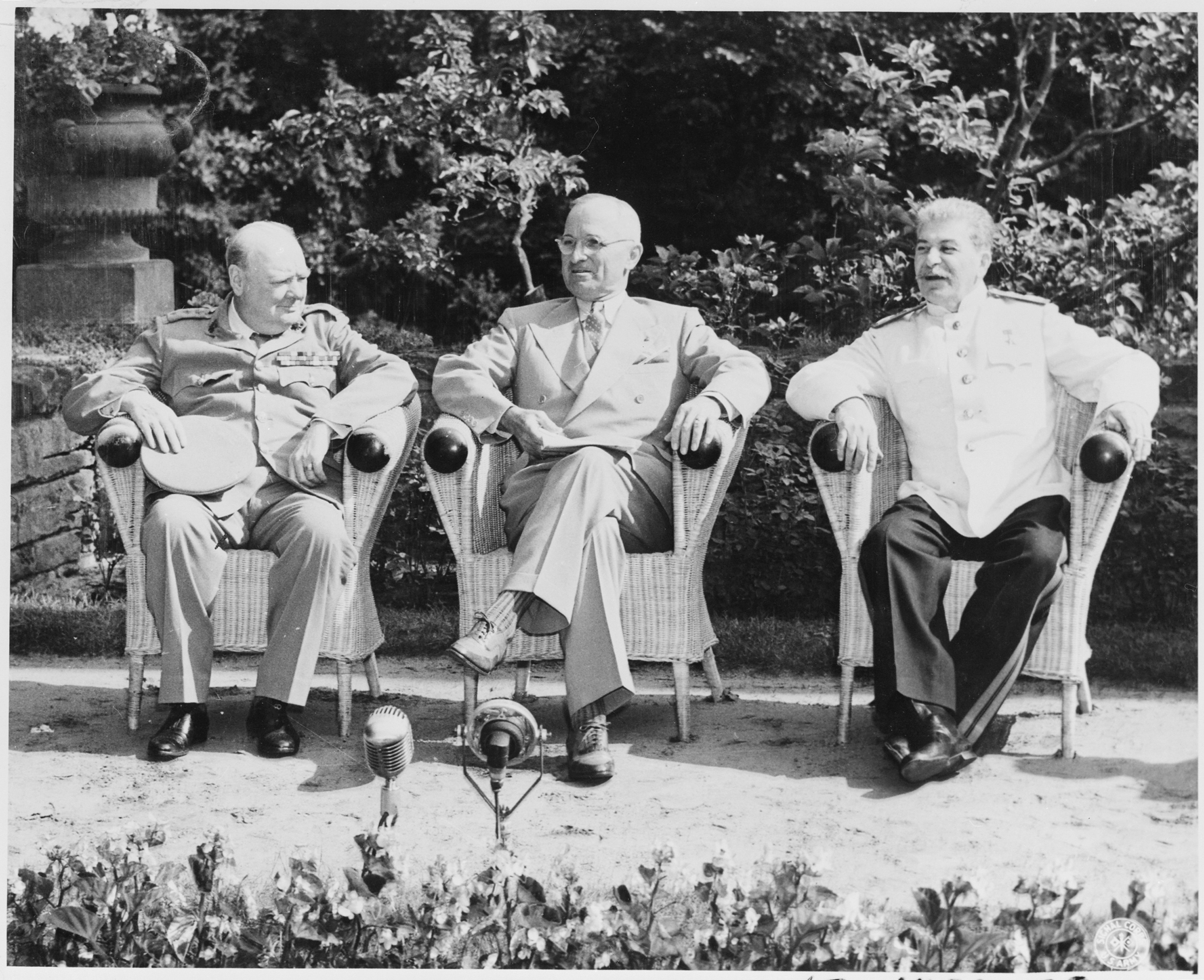
Winston Churchill, Harry S. Truman och Josef Stalin.

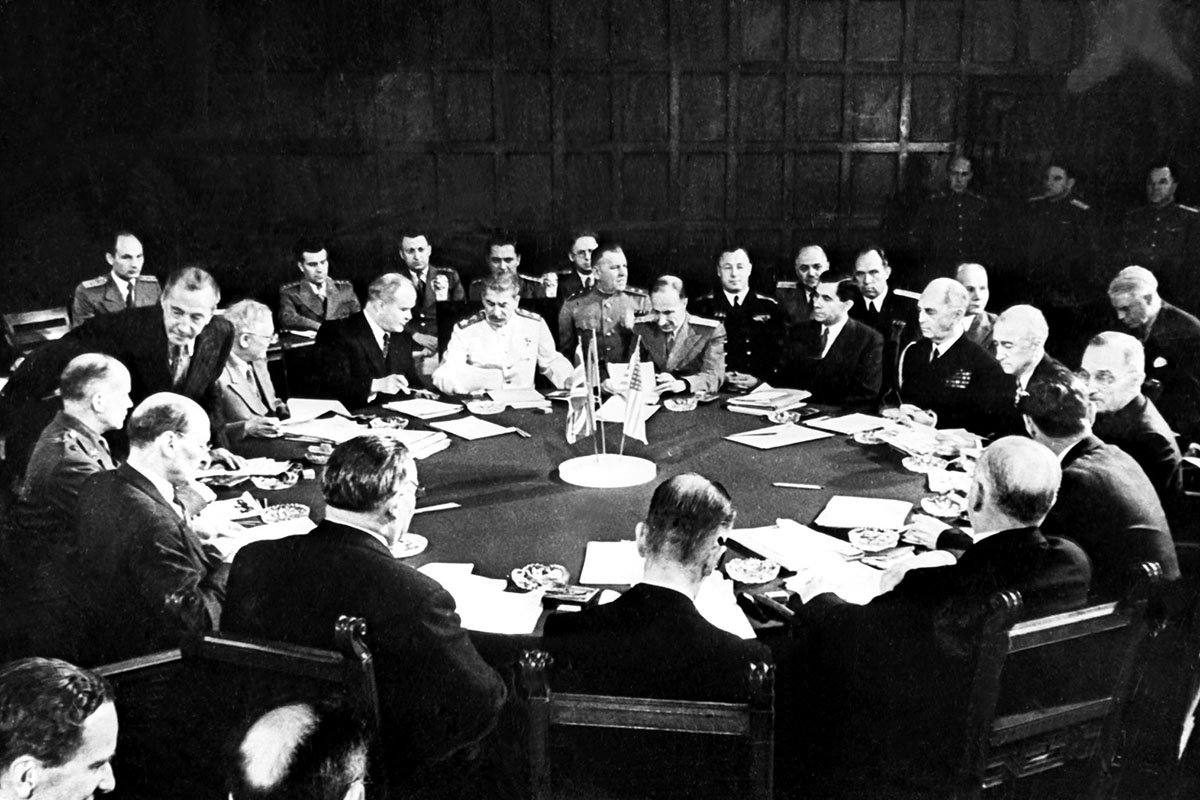
Deltagare vid konferensbordet var bland andra Clement Attlee, Ernest Bevin, Molotov, Josef Stalin, William Daniel Leahy, James F. Byrnes och Harry S. Truman.

Potsdamkonferensen var en konferens som hölls den 17 juli–2 augusti 1945 på slottet Cecilienhof i Potsdam. Syftet med konferensen var att de allierade segrarmakterna i andra världskriget skulle komma överens om hur det besegrade Tyskland skulle administreras. Polens västgräns mot Tyskland skulle utgöras av Oder-Neisse-linjen. En slutlig de jure-överenskommelse om Polens västgräns skulle fattas senare. (Oder-Neisse-linjen fastställdes först 1990 i Två plus fyra-fördraget.) Konferensen resulterade i Potsdamöverenskommelsen.

## Förlopp
Under Potsdamkonferensen noterades i artikel XIII av Potsdamöverenskommelsen i augusti 1945 att "the transfer to Germany of German populations (...) in Poland, Czechoslovakia and Hungary will have to be undertaken". Ungern som varit en tysk allierad och i vilket ingen fördrivning ännu skett motsatte sig de allierades beslut, men tvingades ge med sig efter påtryckningar från Sovjetunionen och det allierade kontrollrådet.

## Deltagare
- USA, president Harry S. Truman och utrikesminister James F. Byrnes
- Sovjetunionen, Josef Stalin och utrikesminister Vjatjeslav Molotov
- Storbritannien, Winston Churchill och utrikesminister Anthony Eden och senare Clement Attlee och utrikesminister Ernest Bevin.

## Resultat
- Potsdamöverenskommelsen

## Museum
På slottet Cecilienhof, som idag är museum, finns idag en utställning om konferensen, där bland annat originalmöbleringen med det runda bordet och en utställning om konferensens förlopp och Potsdamöverenskommelsen finns att beskåda. I villaområdet Neubabelsberg i stadsdelen Babelsberg ligger de villor där de allierade ledarna bodde under konferensen. Villorna är idag i privat ägo: Truman-villan, där beslutet om atombombningen av Nagasaki togs, är hem för den liberala politiska Friedrich-Naumann-stiftelsen, Churchill-villan är miljardären och konstmecenaten Hasso Plattners privatbostad och Stalin-villan ägs idag av Berlin-Brandenburgs byggindustriförbund.